# Reiver Alvarenga
Reiver David Alvarenga Domínguez (11 de marzo de 1978) es un deportista venezolano que compitió en judo.
Ganó una medalla bronce en los Juegos Panamericanos de 2003 y dos medallas en el Campeonato Panamericano de Judo, plata en 2001 y oro en 2004.

## Palmarés internacional
| Juegos Panamericanos    | Juegos Panamericanos            | Juegos Panamericanos | Juegos Panamericanos |
| Año                     | Lugar                           | Medalla              | Categoría            |
| ----------------------- | ------------------------------- | -------------------- | -------------------- |
| 2003                    | Santo Domingo (Rep. Dominicana) | Medalla de bronce    | –60 kg               |
| Campeonato Panamericano |                                 |                      |                      |
| Año                     | Lugar                           | Medalla              | Categoría            |
| 2001                    | Córdoba (Argentina)             | Medalla de plata     | –60 kg               |
| 2004                    | Isla de Margarita (Venezuela)   | Medalla de oro       | –60 kg               |